# 海戸
海戸（かいと）は、静岡県掛川市にある大字。

## 地理
静岡県掛川市の南部に位置する。合併前の旧大東町においては南東部に位置していた。南北に細長い形状の大字である。ほぼ全域が平地であり、中央には人家が多く、南には工場なども見受けられる。北には兼政池が水を湛えている。南端を菊川が流れており、下小笠川がそれに合流している。
近隣には大字の名称と集落の名称とが一致しない地が散見されるが、海戸においては大字としての住所表記は「海戸」と記され、集落としても同じく「海戸」と呼ばれている。なお、集落としての海戸は、掛川市の自治区である東大坂区に属している。
海戸は旧城東村の村域に含まれるが、村境に位置していることから旧自治体に囚われない枠組みが散見される。たとえば、海戸は城東村の中でもかつての中村の村域に含まれるが、公立小学校の学区については旧中村の住民の多くが通う掛川市立中小学校ではなく、掛川市立大坂小学校の学区に指定されている。掛川市立大坂小学校は旧城東村ではなくかつての大浜町の町域に立地している。公立中学校の学区についても同様であり、旧城東村の住民の多くが通う掛川市立城東中学校ではなく、掛川市立大浜中学校の学区に指定されている。掛川市立大浜中学校も旧大浜町の町域に立地している。また、集落としての海戸は、隣接する集落である新川とともに自治区である東大坂区を構成している。新川は旧大浜町の集落であり、旧城東村には属したことのない集落である。

### 湖沼
- 兼政池

### 河川
- 菊川
- 下小笠川

## 歴史
海戸と呼ばれている地は、もともとは自然村である遠江国城東郡海戸村の一部であった。内山真龍の『遠江国風土記伝』によれば、海戸村の当時の石高は545石2斗5升6合であったとされている。この海戸村の一部が、のちの海戸に該当する。海戸村は1875年（明治8年）に下方村、公文村、毛森村と合併することになり、新たに中村が発足した。
その後、町村制の施行に伴い、中村の大部分は西之谷村、大石村、川久保村の一部と合併することになり、新たな中村が発足した。一方、中村の一部は下土方村、入山瀬村、今滝村、上土方村、川久保村の大部分と合併することになり、新たに土方村が発足した。その結果、町村制が施行された1889年（明治22年）時点では、この地は静岡県城東郡中村の一部となっていた。1956年（昭和31年）に中村は城東村に編入された。その後、海戸の一部が小笠町に割譲されることになり、1958年（昭和33年）に海戸の一部は城東村から小笠町に編入された。
その後の度重なる市町村合併を経て、2005年（平成17年）4月よりこの地は掛川市の一部となった。

### 沿革
- 1871年 - 城東郡が静岡県に移管。
- 1871年 - 城東郡が浜松県に移管。

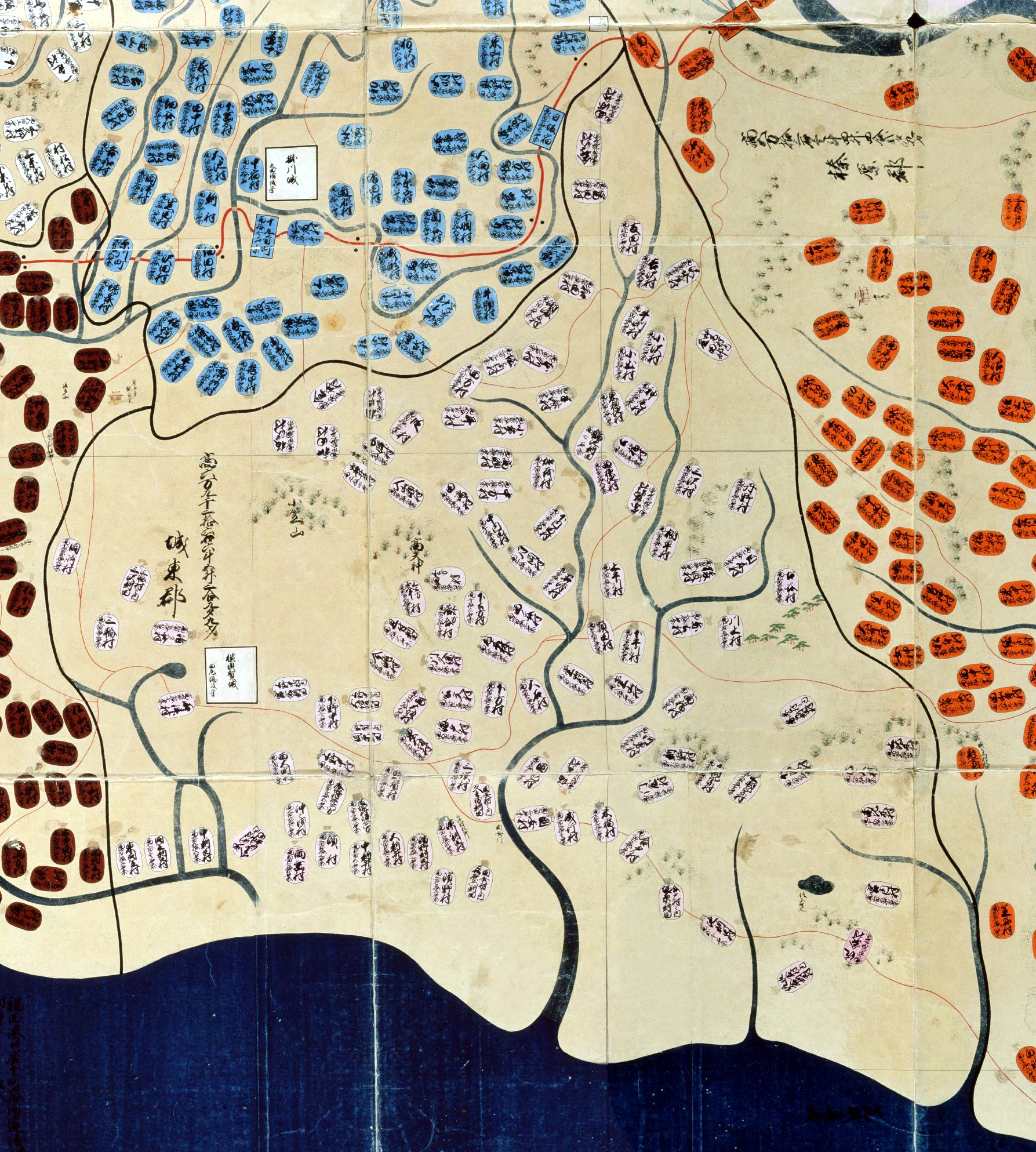
江戸時代に描かれた「遠江國」（『天保國繪圖』天保9年）。城東郡の村は薄桃色で示されており「海戶村」がみえる

- 1875年 - 浜松県城東郡海戸村、下方村、公文村、毛森村が合併して中村を設置。
- 1876年 - 城東郡が静岡県に移管。
- 1889年 - 静岡県城東郡西之谷村、大石村、中村の大部分、川久保村の一部が合併して中村を設置。
- 1896年 - 静岡県佐野郡、城東郡が合併して小笠郡を設置。
- 1956年 - 静岡県小笠郡中村を城東村に編入。
- 1958年 - 静岡県小笠郡城東村海戸の一部を小笠町に編入。
- 1973年 - 静岡県小笠郡大浜町、城東村が合併して大東町を設置。
- 2005年 - 静岡県掛川市、小笠郡大東町、大須賀町が合併して掛川市を設置。

## 世帯数と人口
2024年（令和6年）11月末日現在の世帯数と人口は以下の通りである。
| 大字 | 世帯数 | 人口  |
| ---- | ------ | ----- |
| 海戸 | 59世帯 | 172人 |

## 事業所
2021年（令和3年）現在の事業所数と従業員数は以下の通りである。
| 大字 | 事業所数 | 従業員数 |
| ---- | -------- | -------- |
| 海戸 | 1事業所  | 75人     |

## 小・中学校の学区
公立小・中学校に通う場合、学区は以下の通りとなる。
| 番地 | 小学校             | 中学校             |
| ---- | ------------------ | ------------------ |
| 全域 | 掛川市立大坂小学校 | 掛川市立大浜中学校 |

## 交通

### 道路
- 静岡県道69号相良大須賀線

## 施設
- 東大坂コミュニティ防災センター
- 赤山神社[8]
- 東海工業株式会社[9]

## その他

### 郵便
- 郵便番号：437-1422[2]（集配局：遠江大東郵便局）

### 警察
警察の管轄区域は以下の通りである。
| 番地 | 警察署     | 交番・駐在所 |
| ---- | ---------- | ------------ |
| 全域 | 掛川警察署 | 大東交番     |

### 消防
消防の管轄区域は以下の通りである。
| 番地 | 消防署・分署 | 消防団分団   |
| ---- | ------------ | ------------ |
| 全域 | 南消防署     | 大東第三分団 |

### 註釈
1. ↑  今日では「遠江国風土記伝」と表記するのが一般的であるが、1900年に発行された『逺江國風圡記傳』では「逺江國風圡記傳」との表記を用いているため、同書に関する出典表記はそれに倣った。